# Wolfine
Andrés Felipe Zapata Gaviria (Medellín, 21 de diciembre de 1978), más conocido por su nombre artístico Wolfine, es un cantante, actor y compositor colombiano de reguetón, rap y hip hop.

## Biografía
Empezó a interesarse en la música desde temprana edad, pero no fue hasta 1999, cuando empezó a grabar junto a varios amigos de su natal Medellín y de esta manera formaría parte de la agrupación RH Klandestino, con el cual lanzó distintos proyectos, dicho grupo ganó cierto reconocimiento en Colombia, pero con el tiempo el grupo se disolvió y de esta manera, sus integrantes optarían por una carrera como solista, algunos manteniendo su estilo en el hip hop, mientras que Gaviria se inclinaría por lo urbano.

## Carrera musical

### 2008–2010: Inicios como solista
Comenzó como solista a finales de la década de los 2000s, lanzando varios sencillos como «¿Donde están las mujeres?» con Reychesta en 2008 o «Mucho más» con Nicky Jam en 2009, de esta manera, empezó a explorar otros ritmos aparte del hip hop, introduciendo así a estilos como el reguetón.
Durante 2010, empezaría a lanzar con frecuencia más canciones de reguetón, siendo el más destacable de ese año, su colaboración con J Álvarez en el sencillo «Entre ella y yo» para la producción El movimiento de ese mismo año.

### 2011–2014: Consolidación musical
En 2011, lanzó la canción «Escápate conmigo», la cual logró posicionarse en varias listas de Colombia por varias semanas y con ello, se le realizó una remezcla con el cantante Ñejo, la cual también tuvo buena recepción por parte de las emisoras.
Durante 2012, lanzó el sencillo «Amor de mentira» y en 2013, lanzó el sencillo «Sedúceme», dichas canciones tuvieron un éxito moderado en Latinoamérica. Al año siguiente, publicaría el sencillo «Julieta» y una remezcla de este con Ñengo Flow.

### 2015–presente: Éxito internacional
Canciones como «Sin ti» en 2015 o «Te falle» en 2016, serían algunos de los sencillos lanzados por el cantante con el que logró mantenerse activo en el ámbito urbano. Hasta que en 2017, publicó su sencillo «Bella», con el cual logró posicionarse en las listas principales de Billboard, además contó con una remezcla con el colombiano Maluma, el cual se lanzó en 2018.
En 2019, publicó su primer álbum recopilatorio titulado Super Hits, el cual contó con 4 canciones. Posterior a esto, publicó el sencillo «Princesa» en ese mismo año, después de esto, el cantante estaría inactivo musicalmente debido a problemas personales. Hasta que en 2021 lanzaría el sencillo «Luna», con el cual volvería al ámbito musical.

## Vida personal
Durante una entrevista, el cantante reveló que unos de los hechos que lo alejó varias veces de la música, fue el fallecimiento de su madre.

## Discografía
Álbumes recopilatorios
- 2013: La Versatilidad De La Calle
- 2019: Super Hits